# George D. Robinson
George Dexter Robinson (nascido George Washington Robinson; 20 de Janeiro de 1834 – 22 de Fevereiro de 1896) foi um advogado e político americano do Partido Republicano de Massachusetts. Depois de exercer no Congresso dos Estados Unidos, exerceu três mandatos como Governador de Massachusetts, derrotando notavelmente Benjamin Butler nas eleições de 1884. Sua cliente judicial mais conhecida foi Lizzie Borden; notoriamente acusada de matar seu pai e madrasta, foi absolvida em um julgamento altamente sensacionalista.
Nascido em Lexington e formado em Harvard, Robinson ensinou no ensino médio antes de tornar-se advogado. Ganhou a reputação de um bom parlamentar enquanto servia no Congresso. Como governador, promoveu a aprovação da legislação de reforma da administração pública, de leis trabalhistas e solução de controvérsias. Alinhou-se com os líderes industriais do estado contra os defensores da saúde pública e proibiu a discriminação na emissão de apólices de seguro de vida. Como advogado, ganhou notoriedade por ser a defesa de Borden e foi criticado por defender fraudulentos benefícios a sociedade.

## Primeiros anos

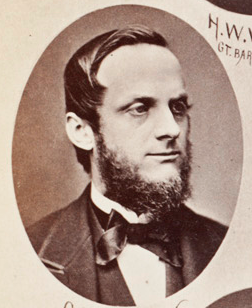
Retrato de George D. Robinson, c.1874.

George Washington Robinson nasceu em Lexington, Massachusetts, filho de Charles e Mary (Davis) Robinson. Filho de fazendeiros, frequentou a Lexington Academy e a Hopkins Classical School, em Cambridge, e se formou na Universidade Harvard em 1856. Enquanto estava em Harvard, foi aceito na fraternidade Zeta Psi. Em 1855, mudou seu nome legalmente para "George Dexter Robinson", supostamente porque alguém em Lexington tinha um nome semelhante ao dele.
Embora pretendesse estudar medicina, Robinson ingressou na profissão de professor, exercendo como diretor da Chicopee High School em Chicopee, Massachusetts, de 1856 até 1865. Durante esse tempo, dedicou-se a algum estudo de medicina. Em 1865, envolveu-se no estudo de direito com seu irmão e foi aceito na Ordem em 1866, abrindo uma advocacia em Chicopee.
Robinson entrou na política em 1873, vencendo a eleição para a Câmara dos Representantes de Massachusetts como Republicano. Foi então eleito para o Senado de Massachusetts em 1875, representando Chicopee em cada situação. Exerceu em comitês judiciais em ambas as câmaras, e também em um comitê de emendas constitucionais no Senado. Robinson fazia parte de um pequeno número de legisladores que recusaram passes de viagem gratuitos oferecidos pelas ferrovias.
Em 1876, Robinson foi eleito para a Câmara dos Representantes dos Estados Unidos, onde exerceu a maioria dos quatro mandatos. Ganhou uma reputação na câmara como parlamentar e orador experiente. Participou de vários comitês, incluindo o Comitê Judiciário da Câmara, e foi considerado um "fazedor" que levou os negócios da instituição adiante.

## Governador
Enquanto exercia no Congresso, Robinson foi nomeado para concorrer a Governador de Massachusetts em 1883, contra o pitoresco incumbente Democrata Benjamin Butler. Concorreu em um palanque de reforma do serviço público (buscando lidar com questões de apoio) e derrotou Butler por 10.000 votos. Robinson cumpriu três mandatos, vencendo por margens maiores contra outros oponentes. Era geralmente considerado um conservador fiscal. Durante seu mandato, foi promulgada uma legislação proibindo a discriminação na emissão de apólices de seguro de vida. Propôs com sucesso uma legislação para ampliar a educação pública gratuita a todos os alunos e exigia que os livros fossem fornecidos gratuitamente a cada aluno. Também assinou uma legislação exigindo que as empresas pagassem aos trabalhadores semanalmente e criou o primeiro Conselho de Julgamento do estado, que resolveu disputas entre trabalhadores e empregadores. Um projeto de lei de reforma do serviço público, na época o mais rigoroso do país, foi aprovado em 1884. Exigia que até trabalhadores contratados pelos governos estaduais e municipais tivessem uma certificação mínima de uma comissão do serviço público criada para esse fim. Isso reduziu efetivamente certos tipos de apoio dispensados pelas autoridades eleitas, e pode ter sido uma medida Republicana para reduzir o poder crescente de chefes do partido urbano predominantemente Democratas irlandeses-americanos. Uma tentativa de enfraquecer a reforma do serviço público, excluindo veteranos de suas exigências, foi vetada por Robinson em 1886.
Uma controvérsia que Robinson herdou do governo Butler dizia respeito ao conselho estadual de saúde, caridade e loucura. Esse conselho foi criado fundindo vários conselhos anteriormente independentes, e Butler indicou como presidente um ativista preocupado com a poluição industrial. Butler fez essa nomeação após críticas de que sua missão de saúde pública havia sido diluída pela fusão. Os interesses têxteis e de manufatura do estado, hostis aos pedidos do conselho por uma legislação mais expressiva sobre controle de poluição, prevaleceram em Robinson para substituir o presidente por uma escolha mais favorável aos negócios. Seguiu-se uma campanha de petição por ativistas, levando Robinson a separar as funções de saúde pública em um conselho separado.
Robinson recusou-se a concorrer à reeleição em 1886 e retomou a advocacia em Springfield. Recusou uma oferta de Grover Cleveland de um cargo na Interstate Commerce Commission em 1887, e um cargo na Comissão Cherokee de Benjamin Harrison em 1889. Foi eleito membro da American Antiquarian Society em 1891.

## Trabalho jurídico posterior
Em 1892, Robinson ajudou sua cliente mais famosa, Lizzie Borden. Borden foi acusada do assassinato de seu pai e madrasta e foi obrigada a testemunhar o inquérito do legista sobre suas mortes. A adição de Robinson à sua equipe de defesa pode ter sido devido ao fato de, enquanto governador, ter nomeado o presidente do tribunal para a corte. Conseguiu excluir o depoimento inconsistente de Borden do julgamento criminal (com base no fato de que ela não havia sido representada nesses inquéritos) e também conseguiu espalhar uma dúvida significativa sobre a confiabilidade de várias testemunhas dos eventos que envolveram os assassinatos. Borden foi absolvida das acusações criminais, e Robinson era uma presença altamente visível no circo da mídia que compareceu ao julgamento.

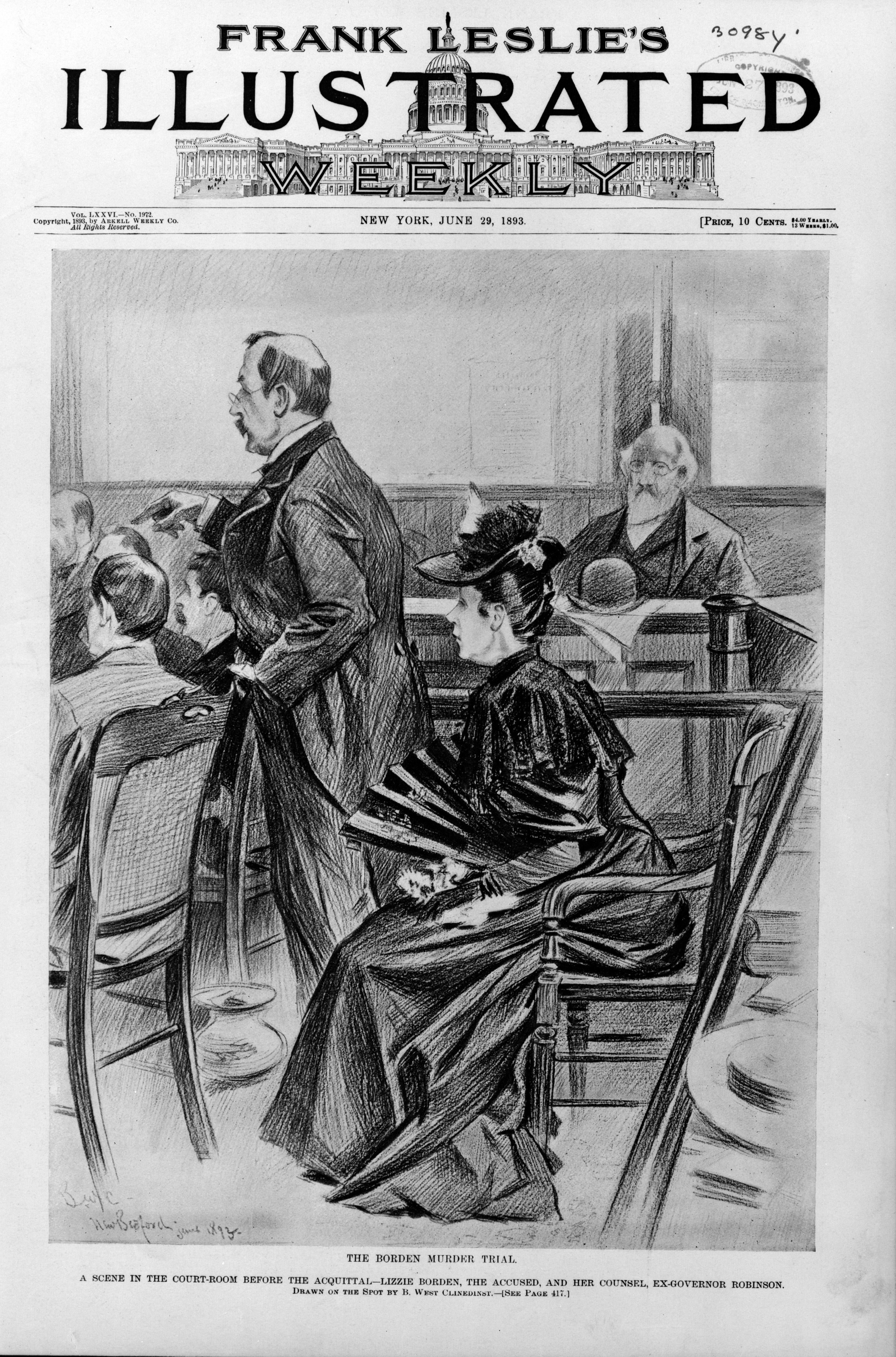
Esboço de revista contemporânea do julgamento de Borden; Robinson fica de frente a esquerda, com Lizzie Borden sentada

Outro cliente famoso que Robinson ajudou foi a Order of the Iron Hall, nominalmente uma fraternidade de benefícios a sociedade fundada em Indiana em 1881. A organização era essencialmente um instrumento de investimento fraudulento que era uma combinação de uma tontina (onde benefícios acrescidos aumentam para os sobreviventes à medida que os investidores morrem) e um esquema Ponzi (onde depósitos de investidores posteriores são usados para pagar os anteriores). Tontinas eram ilegais sob os regulamentos de seguros de Massachusetts, e o Iron Hall foi ameaçado em 1887 com uma liminar para parar de fazer negócios no estado. Contratou Robinson para comparecer perante a legislatura, e conseguiu garantir uma alteração legislativa no estatuto que governa as sociedades fraternas que permitiriam o funcionamento contínuo. Iron Hall entrou em falência em 1892, e o comissário de seguros do estado criticou Robinson por sua defesa da organização em seus relatórios, que acusou e agravou as perdas financeiras incorridas pelo Iron Hall e organizações similares. (O Iron Hall foi um dos mais famosos de um grande número de esquemas de investimento semelhantes, nos quais os operadores da organização também frequentemente desviaram fundos sob o pretexto de salários e despesas).
Robinson continuou sendo um advogado de destaque até sua morte em Chicopee; está sepultado no Cemitério Fairview de Chicopee.. Sua advocacia continua nos negócios e agora é conhecida como Robinson Donovan P.C.

## Família
Robinson casou-se duas vezes. O primeiro casamento foi em 1859 com Hannah Stevens, com quem teve um filho antes de sua morte em 1864. Casou-se com Susan Simonds em 1867, com quem também teve um filho. Robinson era ativo na Igreja Unitária.